# Fantasy: Mariah Carey at Madison Square Garden
Fantasy: Mariah Carey at Madison Square Garden è un album-video della cantautrice statunitense Mariah Carey, pubblicato nel 1996 in VHS. Il disco consiste in un concerto tenuto nell'ottobre 1995 al Madison Square Garden di New York. Il video è uscito in DVD nel 2004.

## Tracce
1. Fantasy
2. Make It Happen
3. Open Arms
4. Dreamlover
5. Without You
6. One Sweet Day (con Boyz II Men)
7. I'll Be There (con Wanya Morris)
8. Hero
9. Always Be My Baby
10. Forever
11. Vision of Love
12. One Sweet Day (bonus video)
13. Anytime You Need a Friend (Dance Version) (bonus video)